# كلا (كلا الشمالية)
كلا هو دُوَّار يقع بجماعة الشوافعة، إقليم القنيطرة، جهة الرباط سلا القنيطرة في المملكة المغربية. ينتمي الدوّار لمشيخة كلا الشمالية التي تضم 13 دوار. يقدر عدد سكانه بـ 785 نسمة حسب الإحصاء الرسمي للسكان والسكنى لسنة 2004.

## روابط خارجية
- البوابة الوطنية للجماعات الترابية نسخة محفوظة 12 مارس 2018 على موقع واي باك مشين.
- المندوبية السامية للتخطيط